# Viktor Lundström
Viktor Lundström, född 28 mars 1992, är en svensk bågskytt. Vid juniorvärldsmästerskapen i Antalya i Turkiet 2008 satte han nytt 
världsrekord i klassen cadet compund (60 meter),  det vill säga fältskytte för åldersklassen 16–17 år. Hans resultat var 354 poäng av 360 möjliga, vilket var en poäng bättre än det gamla rekordet från 2002.
Lundström är från Vårberg och tävlade för Södertälje BF.